# It's Such a Beautiful Day (film)
It's Such a Beautiful Day è un film d'animazione del 2012 diretto da Don Hertzfeldt.
Al suo primo lungometraggio come regista, Hertzfeldt figura anche come sceneggiatore, produttore e narratore. Il film, a carattere sperimentale, è diviso in tre capitoli e segue la storia di un uomo stilizzato di nome Bill, che lotta con la sua debole memoria e visioni surreali, sintomi di una malattia neurologica sconosciuta. La pellicola presenta elementi di sia umorismo insolito misti a riflessioni filosofiche. Il film ha ricevuto il plauso della critica e ha vinto numerosi premi cinematografici.

## Trama
Bill è un giovane le cui routine quotidiane, percezioni e sogni sono illustrati sullo schermo attraverso più finestre presenti sullo schermo e narrati dallo stesso Don Hertzfeldt. Bill soffre di un problematico disturbo della memoria, che interferisce con la sua vita apparentemente banale. Bill incontra spesso la sua ex ragazza (il cui nome non viene mai rivelato) e necessita di cure presso una clinica a causa delle sue condizioni di salute. Durante una visita alla clinica, il medico di Bill raccomanda a quest'ultimo di ricevere un nuovo ciclo di farmaci, poiché il suo recente trattamento non ha prodotto risultati positivi. Non è noto se Bill abbia accettato, poiché subisce un'esperienza allucinatoria la mattina successiva e rimane sveglio la notte successiva. Il giorno dopo Bill soffre di allucinazioni nelle quali vede mostri e si squarcia la testa.
Bill viene quindi mostrato sdraiato in un vicolo. Per riprendersi, la madre di Bill viene a prendersi cura di lui, anche se lui la attacca quando lei gli si avvicina con un paio di forbici. Bill viene quindi portato in ospedale, dove la sua salute fluttua, confondendo il suo medico. Il medico di Bill conclude che Bill non morirà, al che sua madre rimuove tutti i fiori dalla stanza d'ospedale e restituisce una bara destinata a lui. Bill poi torna al lavoro.
Il film torna all'infanzia di Bill, con il narratore che spiega la morte del fratellastro di Bill, Randall. Randall era nella classe "speciale" a scuola, con braccia uncinate in alluminio e "un cervello deforme come le sue gambe". Durante una gita scolastica al mare, Randall inseguì un gabbiano e scomparve in mare. Dopo la morte di Randall, la madre di Bill divenne presto ferocemente protettiva nei confronti di Bill. Il narratore descrive anche la storia della famiglia di Bill, affetta da varie malattie come la poliomielite e la febbre gialla. Pare che molti dei membri della famiglia di Bill siano stati uccisi dai treni mentre uno, il suo prozio, fu esiliato dalla città e "morì nei campi una mattina d'estate mentre sognava la luna".
Pochi giorni dopo aver lasciato l'ospedale, Bill riceve una telefonata che gli annuncia che sua madre è morta; è stata investita da un treno dopo aver rifiutato di prendere le sue medicine in preda a una crisi isterica senile. Dopo il funerale, Bill passa in rassegna le vecchie cose di sua madre, trovando una nota del medico che raccomanda vivamente di non avere mai un figlio.
Bill vede ancora una volta il suo medico, che inaspettatamente non trova nulla di sbagliato in lui. Sulla strada per il pranzo, Bill ha un attacco e crolla a terra. Durante la crisi, vari ricordi della sua infanzia e della sua infanzia gli balenano davanti, incluso un incontro con qualcuno su una spiaggia. Bill viene nuovamente portato in ospedale, dove viene spesso visitato dalla sua ex ragazza. Il nuovo dottore di Bill lo interroga, rivelando che Bill non riesce a ricordare le informazioni di base sulla sua vita, come il suo indirizzo o che mese è. Non ricorda nemmeno il nome della sua ex fidanzata. Bill viene operato, dopo di che gli vengono poste varie domande e gli vengono mostrate fotografie che sembrano irregolari o prive di senso.
Il medico di Bill spiega alla sua ex ragazza che Bill ha difficoltà a capire il passato e il presente, ed è implicito che molti dei ricordi d'infanzia e della storia familiare di Bill potrebbero essere stati frutto di confabulazione. Bill è autorizzato a tornare a casa per ricevere le cure della sua famiglia, ma quando arriva a casa nessuno è lì per prendersi cura di lui. Bill inizia a ripetere e poi dimentica vari compiti, come comprare da mangiare e fare passeggiate, e sembra non capire di essere malato. Il medico di Bill spiega che non gli resta molto da vivere.
La prospettiva di Bill sulla vita cambia radicalmente; si meraviglia del cielo notturno e nota dettagli di oggetti insignificanti che lo stupiscono. Questo cambiamento è completato da un cambiamento nell'animazione del film: la fotografia a colori si fonde con lo scenario. Bill noleggia un'auto e guida nella notte, seguendo ciecamente il suo istinto senza sapere dove andrà a finire, fino a fermarsi davanti a una casa. Il narratore rivela che si tratta della casa d'infanzia di Bill. Lo zio di Bill, che potrebbe averlo seguito, gli dà un indirizzo dove Bill può trovare il suo vero padre, che Bill non vede dall'infanzia.
Giunto presso una casa di cura, Bill trova suo padre costretto su una sedia a rotelle; nessuno dei due ricorda chi è l'altro o perché è lì. Prima di andarsene Bill si rivolge al padre dicendogli di averlo perdonato, facendolo piangere. Il narratore spiega che non si vedranno mai più. Bill continua a guidare, ora più frenetico, e si ferma in una foresta. Si sdraia sotto un albero mentre il narratore afferma: "È una giornata così bella". Lo schermo diventa nero.
Il narratore, uscendo dal personaggio, si rende conto che Bill potrebbe morire a quel punto ma si rifiuta ostinatamente di credere che lo farà. Bill viene quindi mostrato mentre si allontana dalla foresta. Il narratore spiega che Bill è diventato immortale e viaggia per il mondo, imparando tutto quello che c'è da sapere, ma la morte rimane per lui un completo mistero. Bill sopravvive alla razza umana, superando i successivi abitanti della Terra che lo venerano come un dio. Continua a vivere fino a quando la Terra non viene distrutta dal Sole, continuando anche quando quest'ultimo se ne è andato. Fluttuando nello spazio, Bill osserva le stelle che si spengono e la morte dell'universo, finché lo schermo non diventa nero.

## Distribuzione
I tre capitoli del film sono stati originariamente prodotti e pubblicati in modo indipendente come tre cortometraggi animati, interamente catturati su pellicola da 35 mm con effetti speciali incorporati.
Il primo episodio, Everything Will Be OK, è uscito nel 2006 e ha vinto il Gran Premio del Sundance Film Festival 2007 per il cortometraggio. La seconda puntata, I Am So Proud of You è stata pubblicata nel 2008. Il terzo e ultimo capitolo della trilogia, It's Such a Beautiful Day, condivide lo stesso nome del lungometraggio ed è stato distribuito nel 2011 registrando il medesimo successo, incluso il Premio del Pubblico dell'Ottawa International Animation Festival.
Il lungometraggio ha avuto una tiratura limitata prima di diventare disponibile su DVD, Vimeo, iTunes, e Netflix, da cui è stato successivamente rimosso. Nel 2015 è stato rilasciato un Blu-ray della versione rimasterizzata di It's Such a Beautiful Day.

## Accoglienza

### Critica
It's Such a Beautiful Day ha ricevuto ampi consensi dalla critica cinematografica. Su Rotten Tomatoes, il film possiede un indice di gradimento del 100% sulla base di 31 recensioni, con una media ponderata di 8,5 / 10. Il consenso critico del sito web recita: "Una raccolta di tre cortometraggi di Don Hertzfeldt, It's Such a Beautiful Day è un'opera d'arte animata incredibilmente densa e toccante". Il film detiene un punteggio di 90/100 su Metacritic, basato su 7 recensioni, indicante "plauso universale".
Della trilogia, Steven Pate di The Chicagoist ha scritto: "C'è un momento in ogni puntata della magistrale trilogia di cortometraggi animati di Don Hertzfeldt in cui senti qualcosa nel petto. È un evento inequivocabilmente cardiaco, di quelli che la grande arte può suscitare quando viene trasmesso qualcosa di profondo e innegabilmente vero sulla condizione umana. È allora che dici a te stesso: le figure stilizzate dovrebbero farmi sentire in questo modo? Nelle mani di un maestro, sì. E Hertzfeldt sta alle figure come Franz Liszt è stato per delle tavole di ebano e avorio e come Ted Williams è stato per un bastone di frassino bianco: qualcuno così trascendentalmente esperto che descrivere ciò che fanno in termini letterali è al limite dell'umiliazione."
La Los Angeles Film Critics Association l'ha nominato secondo classificato per il miglior film d'animazione dell'anno, dietro a Frankenweenie. Indiewire ha nominato Hertzfeldt nono miglior regista dell'anno nel suo sondaggio annuale (a pari merito con Wes Anderson), e i critici cinematografici di The AV Club hanno classificato il film all'ottavo posto nella loro lista dei migliori film del 2012. Slate Magazine ha nominato It's Such a Beautiful Day miglior film d'animazione del 2012.
Nel Regno Unito, il film si è classificato al terzo posto nella lista dei 10 migliori film del 2013 di Time Out London e al quarto posto nella classifica stilata dalla London Film Review. Nel 2014, Time Out ha posizionato It's Such a Beautiful Day al numero 16 nella lista dei "100 migliori film d'animazione mai realizzati". Il critico Tom Huddleston lo ha definito "una delle grandi opere d'arte outsider dell'era moderna, allo stesso tempo comprensiva e scioccante, bella e terrificante, arrabbiata ed esilarante, edificante e quasi insopportabilmente triste".
Nel 2016, i critici di The Film Stage hanno classificato il film al primo posto nella loro lista dei "Migliori film d'animazione del XXI secolo." Nello stesso anno, tre critici intervistati dalla BBC hanno definito It's Such a Beautiful Day uno dei più grandi film realizzati dal 2000 a oggi.
Nel 2019, The Wrap l'ha nominato "Miglior film d'animazione degli anni 2010". I critici cinematografici di Vulture lo hanno inserito al dodicesimo posto nella loro lista dei "Migliori film del decennio".
Nel 2021, CineFix l'ha classificato al primo posto nella lista dei "10 migliori film d'animazione di tutti i tempi".